# Bitka za Iwo Jimo
Bitka za Iwo Jimo (tudi operacija Detachment) je bila bitka druge svetovne vojne za japonski otok Iwo Jima.

## Priprave na bitko
Po porazu japonske vojske v Marijanskem jarku so se Japonci pričeli pripravljati na obrambo otoka. Le-ta je imel namreč izjemen strateški položaj, saj je letališče na njem predstavljalo izhodišče oz. prosto pot do Japonske. Na tem otoku so bila tudi tri letališča, od koder so japonski prestrezniki napadali ameriške bombnike, zato bi zavzetje otoka odpravilo to oviro in omogočilo začetek priprav na morebitno invazijo na glavne japonske otoke.
Obrambo otoka je poleti leta 1944 prevzel general Tadamiči Kuribajaši, sposoben general, ki je dobro poznal strategijo napada ameriške vojske. Vedel je, da je proti Američanom zaradi številčne premoči zmaga nemogoča, še posebej, ker je bil del flote, namenjen obrambi Iwo Jime, uničen v bitki za Saipan. Zato se je odločil, da bo Američanom skušal zadati čimvečje izgube, s čimer bi lahko zakasnil začetek ameriške invazije na japonsko glavno otočje. 
Kuribajaši je vedel tudi, da bo ameriška premoč brez težav uničila obrambne položaje na obali, ki jih je predvidevala takratna japonska obrambna doktrina (to se je zgodilo tudi ob bitki za Saipan). Namesto tega se je odločil, da obrambne položaje namesti bolj v notranjosti otoka ter na višjih predelih, od katerih je bilo mnogo obrambnih položajev na gori Suribači. V ta namen je bilo poleti 1944 s pomočjo rudarskih inženirjev zgrajeno obsežno število podzemnih obrambnih položajev, povezanih z omrežjem predorov. V tem času so kljub ameriškim napadom na ladje začele na otok prihajati tudi japonske okrepitve.
Kuribajaši je spremenil tudi taktiko bojevanja. Namesto takojšnjega napada na ameriške sile je načrtoval odlašanje napada do trenutka, ko bi lahko nasprotniku zadal čim bolj številne izgube. Poleg tega je prepovedal direktne protinapade, še posebej pa samomorilske juriše, ki so se za Japonce vedno končali slabo.

## Bitka
Vse od pozne jeseni 1944 je bil otok že tarča ameriških letal, ki so bombardirala položaje na njem, vendar akcije niso bistveno oslabile japonske obrambe, so pa del japonskih sil preusmerile v popravilo škode. Nekaj obrambnih položajev na obali, ki so jih zahtevali Kuribajašijevi nadrejeni, je bilo uničenih že ob bombardiranju pred začetkom kopenske invazije. Zato so 19. februarja 1945 Američani začeli s kopensko invazijo na otok, saj so morali zavzeti letališče, s katerega naj bi z bombniki B-29 pričeli ogrožati japonska mesta.
Poveljnik napada je bil ameriški general Holland Smith, ki je naletel na izjemen japonski odpor. Američani so načrtovali hitro zasedbo otoka brez večjih izgub.  Ob prvem valu invazije se je na otok uspelo izkrcati cca. 30.000 marincem, ki pa za razliko od prejšnjih bitk niso bili deležni takojšnjega protinapada, kar jih je presenetilo. Ko se je dovolj marincev premaknilo v notranjost otoka, so doživeli močan ogenj z japonskih obrambnih položajev. Tudi, če so marinci uspeli očistiti kakšnega od obrambnih položajev, so novi japonski vojaki preko tunelov lahko ponovno zasedli položaje, za katere so marinci domnevali, da niso več nevarni. Že prvi dan so tako imeli napadalci približno tisoč mrtvih in ranjenih.
V nekaj dneh je Japoncem vseeno začelo primanjkovati hrane in streliva, Američani pa so s številčno premočjo uspeli odrezati področje okrog gore Suribači od preostanka otoka. Kljub močni obrambi so dva dni kasneje, tj. 23. februarja, Američani uspeli dejansko zavzeti najvišji vrh otoka, Suribači, kjer so za potrebe propagande izobesili veliko ameriško zastavo. Dogodek je bil fotografiran, tako je slika obšla ves svet, nominirana pa je bila tudi za Pulitzerjevo nagrado. Vendar bitka tedaj sploh še ni bila končana. S časom so marincem na pomoč priskočile tudi oklepne enote, proti katerim se Japonci niso mogli dolgo upirati. Kljub temu so se mnogi borili do smrti ali pa so naredili samomor, da bi se izognili zajetju.
S prispetjem okrepitev so Američani začeli počasen premik proti severnemu delu otoka, ki je bil ravno tako dobro utrjen in je dajal dobro izhodišče za obrambo. Ker so se do takrat tudi Američani naučili dovolj o japonski taktiki in njenih pomanjkljivostih, so vseeno uspeli zasesti tudi severni del otoka. Najbolj znamenita bitka na severu je bila bitka za hrib 362, ko so Američani praktično presenetili branilce, čeprav so pred tem utrpeli velike izgube. 
21. februarja so japonska letala uspela potopiti letalonosilko Bismarck Sea, v napadu pa je bilo močno poškodovanih tudi nekaj spremljevalnih ladij in letalonosilka Saratoga.  
Zadnji organizirani napad so japonski vojaki tako izvedli ponoči 25. marca 1945, ko je 300 japonskih napadalcev presenetilo Američane in jim zadalo hude izgube. Preživeli Japonci so se umaknili v številna podzemska skivališča. Po končanih spopadih se je Američanom predalo le okoli 1000 japonskih vojakov, nekateri izmed njih tudi več let po končani drugi svetovni vojni.